# Бой в памяти
Бой в памяти (англ. Core War) — разновидность компьютерной игры «Дарвин», разработанная Александром К. Дьюдни. Помогал разрабатывать игру Дэвид Джонс, студент кафедры информатики университета Западной Онтарио, где преподавал Дьюдни.
В данной игре игроки разрабатывают компьютерные программы на специальном языке программирования, похожем на ассемблер — Redcode. Программы размещаются в циклически замкнутом участке памяти (core), состоящей из 8000 ячеек и зацикленной в кольцо. Каждая команда занимает одну ячейку. Redcode-программы работают под управлением MARS (англ. Memory Array Redcode Simulator — Симулятор Массива Памяти Redcode). Программы загружаются по случайным адресам в памяти.
Каждая программа (начиная со стандарта ICWS'1988) может иметь несколько активных потоков, причём поток может порождать другие потоки с помощью инструкции SPL. Потоки, принадлежащие одной программе, выполняются по очереди, поэтому скорость их выполнения обратно пропорциональна количеству потоков. Поток завершается, если пытается выполнить некорректную инструкцию. Программа, все потоки которой завершились, считается проигравшей.
Статьи, посвящённые игре, публиковались в журнале Scientific American в 1984—1987, в колонке Computer Recreations (Занимательный компьютер). Игра вызвала значительный интерес у читателей, и впоследствии было основано международное общество International Core War Society (ICWS) со штаб-квартирой в США и отделениями во многих странах мира, включая СССР.
ICWS проводила ежегодные международные турниры, начиная с 1986 года. Соревнования проводились по круговой системе. Первые два турнира были по сути чемпионатами Северной Америки. Турнир же 1988 года, проводившийся по новому стандарту игры ICWS'88, привлёк многочисленных участников из разных стран и стал де-факто первым чемпионатом мира. Победителями стали Евгений Лилитко (СССР) – 1-е место, Luca Crosara (Италия) – 2-е место и третьим стал Douglas McDaniels (США). Ещё один советский участник – Александр Бурцев занял пятое место. В настоящее время соревнования проводятся в основном по системе "King of the hill".
Разработать «Бой в памяти» Дьюдни побудила история о двух противоборствующих программах CREEPER и REAPER (см. компьютерный вирус). Обстоятельства разработки CREEPER/REAPER дошли до Дьюдни в несколько искажённом виде, так, по словам Р. Томлинсона, ни заражения ARPANet, ни «поединка» между двумя программами в действительности не было.

## Redcode
Тут представлен стандарт ICWS'94 (последний). Все инструкции имеют 2 аргумента A и B, хотя не все используют их оба. В аргументах хранятся значения и совершаются операции адресации (инкремент/декремент). Предполагается, что A — источник, B — назначение.
Инструкции (<Инструкция> <Используемые аргументы> — <Описание>):
```
   DAT     - Останавливает выполнение потока.
   MOV A B - Скопировать источник по адресу в назначение по адресу. 
   ADD A B - Прибавить источник к назначению. 
   SUB A B - Вычесть источник к назначению. 
   MUL A B - Умножить назначение на источник. 
   DIV A B - Разделить назначение на источник. (При B=0 останавливает выполнение потока).
   MOD A B - Получить остаток от деления A на B. (При B=0 останавливает выполнение потока).
   JMP A   - Переместиться по адресу. 
   JMZ A B - Если B=0, перейти по адресу A.
   JMN A B - Если B не равно 0, перейти по адресу A.
   DJN A B - Вычесть из B единицу, и если B не равно 0, то перейти по адресу A.
   SPL A   - Создать новый поток по адресу A (начнёт выполнение после всех остальных потоков, включая проигравшего инструкцию)
   SEQ A B - Сравнить источник с назначением, и если они равны, то пропустить следующую инструкцию.
   SNE A B - Сравнить источник с назначением, и если они не равны, то пропустить следующую инструкцию.
   SLT A B - Сравнить источник с назначением, и если первое число меньше, чем второе, то пропустить следующую инструкцию.
   LDP  - загрузить из p-space (загружает число из персонального пространства потока)
   STP  - сохранить в p-space (сохраняет число в персональное пространство потока)
   NOP  - Ничего не происходит.
```

Адресация (префиксы к аргументам):
```
 # - Число.
 $ - Адрес (можно не указывать).
 * - A аргумент инструкции по адресу. 
 @ - B аргумент инструкции по адресу. 
 { - A аргумент инструкции по адресу. Аргумент сначала декрементится, а потом берётся. 
 < - B аргумент инструкции по адресу. Аргумент сначала декрементится, а потом берётся.    
 } - A аргумент инструкции по адресу. Аргумент сначала берётся, потом инкрементится. 
 > - B аргумент инструкции по адресу. Аргумент сначала берётся, потом инкрементится.
```

```
 Режимы адресации являются частью инструкции, а не аргумента. Когда берутся значения через *@{<}>, то предполагается, что это адрес.
```

Модификаторы (постфиксы инструкций):
```
 .A  - Взять A аргумент из источника в A аргумент назначения.
 .B  - Взять B аргумент из источника в B аргумент назначения.
 .AB - Взять A аргумент из источника в B аргумент назначения.
 .BA - Взять B аргумент из источника в A аргумент назначения.
 .F  - Взять AB аргументы из источника в AB аргументы назначения.
 .X  - Взять AB аргументы из источника в BA аргументы назначения.
 .I  - Взять весь источник в назначение.
```

### Статьи
- Alexander Dewdney «In the game called Core War hostile programs engage in a battle of bits», Scientific American, 1984, v.250, N 5, pp. 15–19 (русский перевод Александр Дьюдни В игре «Бой в памяти» компьютерные программы ведут битву за биты, В мире науки, 1984/N7, с. 96-101
- Alexander Dewdney «A Core War bestiary of viruses, worms and other threats to computer memories», Scientific American, 1985, v.252, N 3, pp. 14–19 (русский перевод Александр Дьюдни «Обзор читательских откликов на статьи, посвященные игре „Бой в памяти“, экологической войне на планете Аква-Тор и охоте с компьютером на бобра-работягу», В мире науки, 1985/N5, с. 70-75)
- Alexander Dewdney «A program called MICE nibbles its way to victory at the first Core War tournament», Scientific American, 1987, v.256, N 1, pp. 8–11 (русский перевод Александр Дьюдни «Анализ результатов первого турнира по компьютерной игре „Бой в памяти“», В мире науки, 1987/N3, с. 96-100)
- Alexander Dewdney «Of worms, viruses and Core War», Scientific American, 1989, v.260, N 3, pp. 90–93 (русский перевод Александр Дьюдни «О вирусах, червяках и войне в памяти» (недоступная ссылка), В мире науки, 1989/N5, с. 82-86)
- «Annotated Draft of the Proposed 1994 Core War Standard» version 3.2

### Сайты
- Core War: The Ultimate Programming Game
- The Corewar Info Page
- Руководство для начинающих — Строго к ознакомлению.
- Corewars — King Of The Hill — Тут можно выставить своего бота на арену.
- pMARS — Стандартный симулятор.
- corewars8086 — CoreWars 8086